# Jacques Libman
Pour les articles homonymes, voir Libman.
Jacques Libman, né le 9 juin 1827 à Phalsbourg et mort le 7 novembre 1911 à Paris, est un militant catholique et royaliste français.
Il est notamment à l'instigation du sauvetage de la chapelle expiatoire.

## Biographie

### Origines et famille
Né à Phalsbourg (Meurthe) le 9 juin 1827, Jacques Lippmann-Aron est le fils de Régine Franck et de Jonas Lippmann-Aron.
Sous la Deuxième République, Jacques Lippmann-Aron est établi à Lille. De confession juive, il se convertit au catholicisme à Cambrai le 17 juillet 1850. Il s'installe par la suite à Paris, où il travaille comme négociant avant de vivre de ses rentes. Le 3 avril 1861, il épouse Léonie-Marie Pauline Charvet (1839-1917). L'année suivante, il se pourvoit auprès du ministre de la Justice afin de substituer le nom « Libman » à son patronyme. Ce changement de nom est finalement autorisé par un décret impérial du 23 janvier 1864.
Jacques et Léonie Libman sont les parents du général Roger-Antoine-Marie-Xavier Libman (1862-1953) et de Geneviève-Marie-Antoinette-Régine Libman (1865-1954), seconde épouse du comte Charles de Boisboissel et mère du général Yves de Boisboissel.

### Sous la Commune (1871)
Sous la Commune, Jacques Libman s'indigne de voir que de nombreux objets du culte ont été pillés par les révolutionnaires dans les églises de la capitale. Il entreprend par conséquent de les racheter afin d'éviter leur disparition. Le 6 mai 1871, le comité de Salut public décide la destruction de la chapelle expiatoire. Libman contacte aussitôt le directeur des domaines de la Commune, Jules Fontaine, en se faisant passer pour un entrepreneur américain désireux d'acheter la chapelle afin de la démonter et de la reconstruire outre-Atlantique en tant qu'attraction touristique. Les négociations de la transaction permettent de retarder la démolition du monument jusqu'à la reprise de Paris, tandis que Libman exfiltre plusieurs religieux en les faisant passer pour des ouvriers chargés de ramener les bateaux destinés à embarquer les pierres de la chapelle. Libman acquiert également la statue de la Vierge de Notre-Dame-des-Victoires.

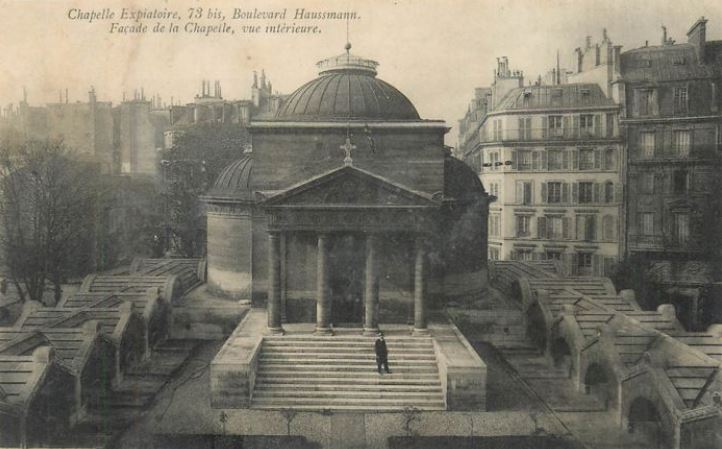
Carte postale montrant la chapelle expiatoire (vers 1900).

Après les événements, Libman organise une souscription afin de financer la restauration de la chapelle et propose d'en affecter l'excédent aux communautés et congrégations religieuses victimes des mesures anticléricales. Cette initiative lui vaut une chaleureuse lettre de félicitations de la part du comte de Chambord.
Nommé chevalier de l'Ordre de Saint-Grégoire-le-Grand par un bref pontifical en juillet 1871, il se voit aussi attribuer la Légion d'honneur le 11 janvier suivant sur la proposition du ministre des Travaux publics, Roger de Larcy. Il a également été décoré des insignes de chevalier de l'Ordre de Charles III d'Espagne le 3 mars 1871, pour avoir protégé l'ambassadeur de ce pays, Salustiano Olózaga lors des événements du 4 septembre 1870. Il décide de les rendre en 1883, par réaction patriotique à l'encontre de la nomination du grand-maître de l'ordre, le roi Alphonse XII, au grade de colonel d'un régiment prussien en garnison à Strasbourg, en Alsace-Lorraine annexée. Libman était par ailleurs un sympathisant du prétendant carliste au trône d'Espagne, Charles de Bourbon.

### Après la Commune
Apprécié au sein des légitimistes, qu'il convie chaque 21 janvier à la chapelle expiatoire pour y commémorer la mort de Louis XVI, Jacques Libman est pressenti pour se présenter à l'élection législative partielle du 27 avril 1873, consécutive à la mort de François-Clément Sauvage, l'un des représentants de la Seine à l'Assemblée nationale. Sa candidature reçoit l'appui de plusieurs journaux légitimistes, catholiques et même bonapartistes. Libman accepte officiellement cette offre le 13 avril, dans une lettre adressée à Adrien de Riancey, rédacteur en chef de La France nouvelle. Il se retire cependant au bout de six jours, la candidature d'une personnalité royaliste plus connue, Jean-Jacques Weiss, ayant été proposée. Weiss ayant à son tour décliné cette investiture, c'est le colonel Stoffel qui est finalement choisi pour affronter le républicain gambettiste Désiré Barodet et le républicain modéré Charles de Rémusat, candidat du président Thiers.
Président de la conférence de la Société de Saint-Vincent-de-Paul de la paroisse Saint-Joseph, vice-président du comité catholique du patronage des Alsaciens-Lorrains et membre du Tiers-Ordre franciscain, Libman est aux côtés du docteur Ozanam quand celui-ci tente d'empêcher l'expulsion des Capucins de leur couvent de la rue de la Santé, en novembre 1880. Arrêté, il passe une nuit à la prison de la Santé avant d'être libéré. Par la suite, Libman préside une société civile immobilière possédant plusieurs immeubles abritant des religieux, notamment à la villa des Otages de la rue Haxo.
Jacques Libman meurt le 7 novembre 1911 à son domicile du no 57 de la rue de Clichy. Le 9 novembre, après des obsèques célébrées en l'église de la Trinité, il est inhumé au cimetière du Montparnasse (13e division).

## Distinctions
- Chevalier de la Légion d'honneur (11 janvier 1872)[27]
- Chevalier de l'ordre de Saint-Grégoire-le-Grand
- Chevalier de l'Ordre de Charles III d'Espagne (1871-1883)